# Bilal Tarikat
 (janvier 2020).
Si vous disposez d'ouvrages ou d'articles de référence ou si vous connaissez des sites web de qualité traitant du thème abordé ici, merci de compléter l'article en donnant les références utiles à sa vérifiabilité et en les liant à la section « Notes et références ».
Bilal Tarikat est un footballeur algérien né le 12 juin 1991 à Thénia dans la wilaya de Boumerdès. Il évoluait au poste de milieu défensif

## Palmarès
- Champion d'Algérie en 2020, 2021 et 2022 avec le CR Belouizdad.
- Vainqueur de la Coupe d'Algérie en 2019 avec le CR Belouizdad.
- Vainqueur de la Supercoupe d'Algérie en 2020 avec le CR Belouizdad.